# THE SxPLAY
THE SxPLAY（ザ・スプレイ、1990年6月29日 - ）は、日本の女性歌手である。本名および旧芸名は菅原 紗由理（すがわら さゆり）。エンズエンターテイメント所属。秋田県横手市出身。横手市立横手南中学校、秋田県立横手城南高等学校卒業。血液型A型。
楽曲はポップ・ミュージック、ロック、クラシック音楽、 ダンス・ミュージックまで、さまざまな音楽のエッセンスMIX。遊び心満載な表現方法で、独自の世界を拡大中。

## 名前の由来
THE SxPLAYの“S”はSugawara SayuriのSで、“x”は「掛ける」を意味し、 CREW（ファン）とTHE SxPLAYの活動に関わってくれるミンナと共に、という想いを込めている。
“PLAY”は、もっと自由に音楽をプレイ（遊ぶ）していく、という意思とともに「再生」「挑戦」の意味合いも持つ。
また、“THE”の言葉が持つ、神聖であり、特別な強さに惹かれ“THE SxPLAY”に命名。

## 略歴
元々、歌が好きであったが、テレビでDREAMS COME TRUEのコンサート映像を見て歌手を志す。
歌手の夢を両親に反対されながらも、フォーライフミュージックエンタテイメントのオーディションに応募し、初のオーディション合格者となる。

### 菅原紗由理名義
2008年
- 1月14日、フォーライフミュージックエンタテイメントが主催する「7DAYSオーディション&30DAYSオーディション」の初の合格者となる。以降、本格的なデビューに向けて、ボイストレーニングとレコーディングのために、秋田～東京間を行き来する生活を送る。
- 12月17日、「Destiny feat. FEROS」を配信。同曲は、1000枚限定のシングルとしてタワーレコードの東北地区5店舗（下田・盛岡・仙台パルコ・秋田・郡山）で先行発売され完売した[1]。当時のキャッチコピーは「なまはげも恋するスノーフレーク・ボイス!」。発売時にはタワーレコード秋田店、仙台パルコ店でインストアイベントを実施。その夜、秋田朝日放送のニュース番組でトップニュース扱いとなる。

2009年
- 3月、高校卒業[2]。進学のため上京[3]。
- 4月8日、ミニアルバム『キミに贈る歌』でメジャー・デビュー。後にリード楽曲「キミに贈る歌」は第3回レコチョク新人杯グランプリを受賞し、配信系アーティストとして注目を集めるきっかけとなった。発売記念でタワーレコード秋田店、盛岡店にてインストアイベントを開催。秋田ではタワーレコードのテナントが入っているファッションビル秋田フォーラスのエントランスで行われ、歩道が通行不可能になるほどの大盛況となる。
- 9月8日、『ファイナルファンタジーXIII』の主題歌を歌うことが発表される。『ファイナルファンタジーXIII』の記者会見においてオーケストラをバックに「君がいるから」を披露。
- 9月30日、1stシングル「あの日の約束」を発売。（『キミに贈る歌』はミニアルバム、『Destiny feat. FEROS』はインディーズ盤となるため、実質「あの日の約束」が1stシングルとカウントされる）。
- 11月6日、代官山UNITにて招待ライブを行う。シングル購入者のなかから抽選による完全招待制ライブのため、すぐにプレミアチケットとなった。また無料ライブであるにもかかわらず、ストリングスも含めたバンドメンバーによるものであった。当日の様子は『First Story』の初回限定盤特典DVDに収録されている。
- 11月29日、アルタ前にて、ミニコンサートが開かれる。「君がいるから」と「Eternal Love」を披露。
- 12月2日、2ndシングル 「君がいるから」を発売。

2010年
- 1月27日、1stアルバム『First Story』を発売。初回生産限定盤にはライブ映像と「君がいるから」のMusic Clipが収録されたDVDが付属。また同アルバム1曲目に収録されている「ありがとう feat. FEROS」は、シングル「あの日の約束」のカップリング曲「ありがとう」にFEROSが参加したアルバムバージョンとなっている。

2013年
- 11月、モバイルファンクラブ限定ワンマンライブにて菅原紗由理としての活動終了[4]。

2014年
- 1月から3月にかけて、新曲DEMOをYouTubeにてアップ。後のTHE SxPLAY名義での楽曲となる。
- 2月、インディーズへの転向を公表。人生の体験を“ストーリー”として投稿するサイト「STORYS.JP」にて、『メジャーアーティストを辞めました。メジャーデビューから、インディーズデビューをもくろむ話。』を投稿[5]。“読んでよかったランキング”にて1位。
- 3月30日、アーティスト名を菅原紗由理から、THE SxPLAYに改名することを発表。[6]インディーズから音楽活動をスタート。THE SxPLAYと共に、サウンドプロデュースとしてBENNIE KのYUKIが参加。

### THE SxPLAY名義
2014年
- 5月16日、COVER×PLAY企画第一弾として、YouTubeにてイディナ・メンゼル『Let It Go』のカバー動画をアップ。
- 5月28日、1stミニアルバム『Call To Action』をリリース。
- 6月22日、COVER×PLAY企画第二弾として、YouTubeにてザ・ヴァンプス『Can We Dance』カバー動画をアップ。
- 7月12日、THE SxPLAY初のワンマンライブをShibuya eggmanにて行う。
- 10月22日、ワサCafeTVのスタジオセッション企画として、YouTubeにてストレイテナーの日向秀和、smorgasのアイニ、wakaとP!NKの『Who Knew』カバー動画をアップ。
- 10月29日、同じくワサCafeTVのスタジオセッション企画第二弾としてYouTubeにて、smorgasのアイニ、wakaとバッドフィンガー『Without You』のカバー動画をアップ。
- 12月、東京・名古屋・大阪にて対バンツアー『MUSIC PARADE』を小南泰葉と共同開催。 また、会場限定CD“Lost Castle”をTHE SxPLAY & 小南泰葉名義で発売。

2015年
- 2月23日、YUKI JOLLY ROGER（from BENNIE K）の初総合プロデュースアルバムに『After The Storm』が収録。
- 6月から東京・名古屋・大阪にて、カノエラナ、あいみょんと共に対バンツアー『私と彼女の事情ツアー』開催。
- 11月25日、2ndミニアルバム『Butterfly Effect』をリリース。

2016年
- 5月14日、上海ヒマラヤセンターにて初の海外ライブとなる「Rayark Concert2016」に出演。
- 本人の誕生日6月29日より、毎日22時に歌を届ける企画”365 songbooks”企画がスタート。洋楽カバーをメインとし、これまでにP!NK、ケイティ・ペリー、エリー・ゴールディング、アデル、Sia、クイーン、デヴィッド・ボウイ、クリスティーナ・アギレラなど多くのカバー動画を載せている。
- 7月22日・7月23日、台湾台北市にあるRayark本社内Voezカフェにて、初の海外ワンマン2daysを成功させる。
- 9月、「未完成キャンバス」が「パラリンアート公式応援ソング2016-2017」に決定。
- 9月、世界1800万DLを超える大ヒット音楽ゲームアプリ”Deemo2.4”最新バージョンに最新曲「キミが残した世界で」「Guardian」が収録される。「キミが残した世界で」は6億人が利用する中国最大の音楽サイト・「酷狗（クーゴ）音楽」の日本人アーティスト新曲チャートにて、2週連続で1位を獲得。
- 10月30日から北京、重慶、長沙、成都、武漢、広州の中国6都市にて初の海外ツアーを敢行。総キャパ数3,800。

## ディスコグラフィ

### 菅原紗由理名義

#### シングル
| 枚 | 発売日        | タイトル           |
| -- | ------------- | ------------------ |
| 1  | 2009年9月30日 | あの日の約束       |
| 2  | 2009年12月2日 | 君がいるから       |
| 3  | 2010年5月19日 | 素直になれなくて   |
| 4  | 2010年9月1日  | 『好き』という言葉 |
| 5  | 2011年12月7日 | 明日になる前に     |
| 6  | 2012年3月28日 | はばたくキミへ     |

#### フル・アルバム
| 枚 | 発売日         | タイトル      |
| -- | -------------- | ------------- |
| 1  | 2010年1月27日  | First Story   |
| 2  | 2012年11月14日 | Open The Gate |

#### ミニ・アルバム
| 枚 | 発売日         | タイトル     |
| -- | -------------- | ------------ |
| 1  | 2009年4月8日   | キミに贈る歌 |
| 2  | 2010年12月22日 | Close To You |
| 3  | 2011年7月20日  | Forever...   |

#### 参加作品
1. Miss Monday『さよなら feat.菅原紗由理』（2010年3月24日） m-1「さよなら feat.菅原紗由理」
2. KG『Songs of love』（2010年10月20日） m-4「誰よりも duet with 菅原紗由理」

### THE SxPLAY名義

#### シングル
| #   | 発売日         | タイトル                       | 備考 |
| --- | -------------- | ------------------------------ | ---- |
| 1st | 2016年12月14日 | キミが残した世界で / Guardian  |      |
| 2nd | 2017年11月3日  | 僕はロボットごしの君に恋をする |      |
| 3rd | 2018年5月9日   | MOTHER                         |      |
| 4th | 2018年6月27日  | わたしだけのアイリス           |      |
| 5th | 2018年7月25日  | スウィートアウトサイダー       |      |
| 6th | 2018年8月29日  | コバンザメ                     |      |
| 7th | 2018年9月26日  | For キミに贈る歌               |      |
| 8th | 2019年10月9日  | 漂流                           |      |
| 9th | 2022年3月30日  | 花雨                           |      |

#### ミニ・アルバム
| #   | 発売日         | タイトル         | 備考 |
| --- | -------------- | ---------------- | ---- |
| 1st | 2014年5月28日  | Call To Action   |      |
| 2nd | 2015年11月25日 | Butterfly Effect |      |

#### フル・アルバム
| #   | 発売日        | タイトル | 備考 |
| --- | ------------- | -------- | ---- |
| 1st | 2018年12月5日 | Memento  |      |

#### ベスト・アルバム
| #   | 発売日       | タイトル          | 規格品番  | 備考 |
| --- | ------------ | ----------------- | --------- | --- |
| 1st | 2020年4月8日 | BEST OF 3650 DAYS | FLCF-4521 | 「菅原紗由理」時代の楽曲から「THE SxPLAY」へ改名後の楽曲までを収録したオールタイムベストアルバム。新曲2曲含む全15曲収録。 |

#### 参加作品

##### オムニバス
1. 「After The Storm / THE SxPLAY」(2015年2月23日)

　　　* コンピレーションアルバム「The Logbook I / YUKI JOLLY ROGER of BK Project」6曲目に収録

## タイアップ
| 曲名                  | タイアップ                                                         |
| キミに贈る歌          | テレビ東京系『JAPAN COUNTDOWN』2009年4月度オープニングテーマ       |
| あの日の約束          | 日本テレビ系『音楽戦士 MUSIC FIGHTER』9 - 10月 POWER PLAY          |
| 君がいるから          | スクウェア・エニックス社ゲーム『ファイナルファンタジーXIII』主題歌 |
| Eternal Love          | スクウェア・エニックス社ゲーム『ファイナルファンタジーXIII』挿入歌 |
| ありがとう feat.FEROS | テレビ朝日系『地球まるごとTV』テーマソング                         |
| It's My Life          | TBS系『世界･ふしぎ発見!』エンディングテーマ                        |
| 素直になれなくて      | フジテレビ系ドラマ『素直になれなくて』挿入歌                       |
| 『好き』という言葉    | テレビ朝日系ドラマ『科捜研の女』主題歌                             |
| いつの日も            | フジテレビ系『金曜プレステージ』エンディングテーマ                 |

## THE SxPLAYとして改名後の主なライブ

### 主なワンマンライブ・主催イベント
- 2014年 - 「Call To Action」Release Live　会場：渋谷eggman(東京)
- 2014年 - MUSIC PARADE(小南泰葉との共同企画)　会場：TSUTAYA O-WEST(東京)、RAD HALL(名古屋)、OSAKA MUSE(大阪)
- 2015年 - 私と彼女の事情ツアー(カノエラナ、あいみょんとの合同企画)　会場：渋谷eggman(東京)、RAD HALL(名古屋)、梅田Shangri-La(大阪)
- 2016年 - Rayark Concept Mini LIVE　会場：Rayark本社内 Voez Cafe(台湾)
- 2016年 - THE ADVENTURE OF ReBIRTH(中国ツアー)　会場：Modernsky Lab(北京)、堅果Livehouse(重慶)、46Livehouse(長沙)、小酒館空間(成都)、VOX Livehouse(武漢)、楽府Livehouse(広州)
- 2017年 - 3月31日、約2年半ぶりとなる主催イベント、“SxPLAY Studio Show〜ザ・はじまりの編〜”を青山・Future SEVENにて開催予定。

### 主な出演イベント
- 2014年 - WE LOVE 仙台♪♪。2014～8月4日はハジ→の日～　会場：仙台Rensa(宮城)
- 2014年 - 音霊OTODAMA SEA STUDIO 2014「SPECIAL SUMMER 2014」会場：音霊OTODAMA SEA STUDIO(神奈川)
- 2015年 - SHIMADA MUSIC FESTIVAL 2015　会場：プラザおおるり(静岡)
- 2015年 - GINNAN ROCK FESTIVAL 2015　会場：大阪市立大学 杉本キャンパス旧教養地区 第一体育館(大阪)
- 2016年 - Rayark Concert 2016　会場：上海ヒマラヤセンター(上海)
- 2016年 - ラグナロク音楽会　会場：上海交響音楽会館(上海)